# Heinrich Graef
Heinrich Leonhard Graef (* 23. Mai 1869 in Monsheim; † 4. Oktober 1945 in Oberammergau) war Kreisdirektor verschiedener Kreise zunächst des Großherzogtums, dann des Volksstaats Hessen und krönte seine Karriere als Direktor der Provinz Oberhessen.

## Familie
Der Vater von Heinrich Leonhard Graef hieß ebenfalls Heinrich Graef und war Gutsbesitzer in Monsheim. Die Mutter, Margarethe, war eine geborene Herr. Heinrich Leonhard Graef heiratete am 20. April 1897 Hermine Elise Sophie Kathreiner (* 1873, † vor 1945), eine Tochter des Chemikers Franz Kathreiner aus München.

## Karriere
Heinrich Leonhard Graef studierte Rechtswissenschaften und begann seinen Einstieg in die Verwaltungslaufbahn 1895 als Regierungsassessor. Ab dem 25. Mai 1898 war er im Kreisamt Dieburg tätig, wechselte aber bereits zum 7. September 1898 zum Kreis Heppenheim. Ab dem 30. Juni 1900 war er Amtmann beim Kreis Bensheim.
Zum 1. Mai 1901 wurde er als Ministerialsekretär in das Ministerium des Innern nach Darmstadt versetzt, war dort ab dem 4. Oktober 1905 „Ständiger Hilfsarbeiter“ mit dem Titel eines Regierungsrats, ab dem 3. Mai 1911 „Vortragender Rat“ und erhielt den Titel eines Oberregierungsrats verliehen.
Zum 31. März 1917 wurde er Kreisdirektor des Kreises Dieburg, zum 17. Mai 1921 Kreisdirektor des Kreises Friedberg und am 7. Juli 1924 Kreisdirektor des Kreises Gießen. Diese Position war in Personalunion mit dem Amt eines Provinzialdirektors der Provinz Oberhessen verbunden. Am 1. Mai 1934 wurde er pensioniert.

## Ehrungen
- 1910 Russischer Sankt-Stanislaus-Orden II. Klasse
- 1911 Rote-Kreuz-Medaille III. Klasse
- 1913 Ritterkreuz I. Klasse des Verdienstordens Philipps des Großmütigen[1]